# (2591) Dworetsky
(2591) Dworetsky est un astéroïde de la ceinture principale découvert le 2 août 1949 par l'astronome allemand Karl Wilhelm Reinmuth. Le lieu de découverte est Heidelberg (024). Sa désignation provisoire était 1949 PS.
Sa distance minimale d'intersection de l'orbite terrestre est de 1,800980 ua.